# Brigada »Goce Delčev«
Brigada »Goce Delčev« (makedonsko Народноослободителна бригада „Гоце Делчев“) je bila brigada v sestavi Narodnoosvobodilne vojske in partizanskih odredov Jugoslavije in ki je delovala med drugo svetovno vojno na področju Kraljevine Jugoslavije.

## Organizacija
- štab
- 3x bataljon